# Dino Formaggio
Dino Formaggio, född 28 juli 1914 i Milano, död 6 december 2008 i Illasi, var en italiensk filosof och konstkritiker. Han tillhörde den fenomenologiska Milanoskolan och var verksam vid universiteten i Milano, Padua och Pavia. Formaggio var elev åt Antonio Banfi.